# Instant présent

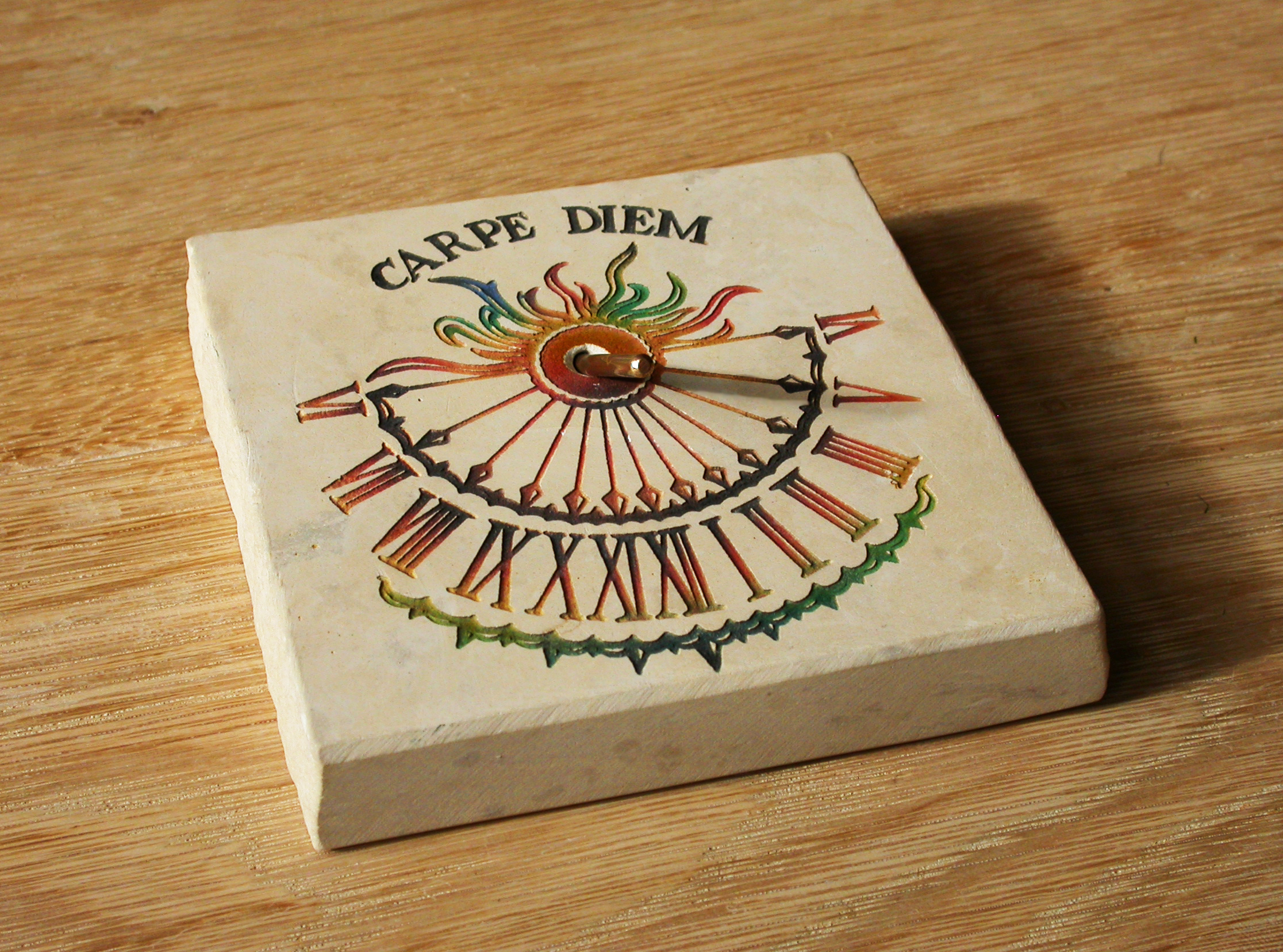
Carpe Diem.

L’instant présent (ou le "moment présent") est un concept ancien en rapport avec la philosophie de l'espace et du temps remis au goût du jour et entré dans le langage courant avec les mouvements New Age. On trouve également l’expression « ici et maintenant ».
L’instant présent désigne ce qui se tient entre le passé et l’avenir : l’instant immédiat.
Vivre l’instant présent garantirait une vie satisfaisante par opposition à « vivre dans le passé » ou « s’inquiéter de l’avenir ». Certains philosophes, comme Hegel, ont cependant mis en doute la possibilité de vivre réellement cet instant.

## Histoire du concept
De la philosophie grecque (Épicure) au bouddhisme (voir Pleine conscience) en passant par les découvertes de la psychologie positive (voir le Flow de Mihaly Csikszentmihalyi), les thérapies cognitives, la Gestalt-thérapie, ou de la Méthode Vittoz, « vivre l’instant » est présenté comme la solution de tous les problèmes. Mais l’expression a parfois eu des acceptions différentes à travers l’histoire.
Carpe diem est une locution latine du Ier siècle av. J.-C. connue pour être une des premières à représenter ce concept. Elle est extraite d'un poème de Horace et traduite « Cueille le jour présent, en te fiant le moins possible au lendemain ».
Le christianisme cultive l'idée d'instant présent : la parabole des oiseaux du ciel, rapportée dans l'Évangile de Matthieu, enseigne que s'il importe de semer et moissonner pour se nourrir, par conséquent prendre en considération le temps qui passe, il faut le faire sans l'anxiété du lendemain.
Ronsard, au XVIe siècle écrivait dans le même esprit : « Cueillez dès aujourd'hui les roses de la vie » dans ses Sonnets pour Hélène. Henry David Thoreau, au XIXe siècle, disait : « Tu dois vivre dans le présent, te lancer au-devant de chaque vague, trouver ton éternité à chaque instant ».
On trouve dans un texte musulman de Ibnul-Qayyim (751H) : « Ta vie au moment présent est entre le passé et le futur (…) Si tu le gâches, alors tu as gâché l'opportunité d'être parmi les fortunés et ceux qui seront sauvés ».
Les écrits du Bouddhisme contiennent également cette invitation à l’instant présent (voir la pleine conscience de Thich Nhat Hanh). L'expression est fréquemment utilisée par les chrétiens.
Dans les années 1970, le terme signifiait plutôt « vivre au jour le jour » dans une certaine insouciance mais avec une notion de « tout, tout de suite ». Il est associé aux hippies, sacralisant les jouissances sans interdits et sans contraintes, sans préoccupation du lendemain.
Selon Gilles Lipovetsky: « À partir des années 1980 et 1990, un « présentisme » de seconde génération arrive. Une certaine insouciance a vécu : c’est dans l’insécurité que se vit le présent. »

## Vivre l’instant présent
Le passé n’existe plus, l’avenir n’existe pas encore. Seul existe le présent. Dans Noces, au chapitre intitulé "le désert", Albert Camus note que les deux seules choses qui nous sont données sont le corps et le présent et que les refuser serait refuser de vivre.
Vivre l’instant présent, c’est alors être présent à soi et au réel. Nos esprits, en activité incessante entre nos impressions du passé et nos projets pour l’avenir, entre nos préjugés et nos appréhensions semblent s’opposer à une telle possibilité. Dès lors, il ne s'agit pas de refuser la pensée du passé et du futur, puisqu'elle nous est essentielle pour penser et parler, mais de ne plus nous identifier entièrement à elle. Rien de l'existence humaine n'est refusé puisque tout a lieu dans le présent de la pensée ; la différence réside dans les conséquences que l'on tire de la perception des pensées.
La pleine conscience de l'instant présent consiste simplement à observer les objets physiques et mentaux qui se présentent à l'esprit. Elle expérimente le corps et l'esprit dans ses deux composants, conscient et inconscient, dans le but de tout nettoyer, de tout purifier. Elle permet aussi de prendre "du recul" ou "de la hauteur" par rapport au flux continuel des pensées.
L’ouvrage d’Eckhart Tolle « le pouvoir du moment présent » est un best-seller international depuis sa parution, qui indique à quel point le sujet est important ou reflète une angoisse des générations de la fin du XXe et début du XXIe siècle.

## Critiques du «vivre l’instant présent»
Mais l’instant présent existe-t-il ? Le temps en philosophie est une entité psychologique. Le temps n'est que dans la mesure où il est présent. Le présent du passé, c'est la mémoire, le présent de l'avenir, c'est l'attente, le présent du présent, c'est la perception.
Hegel, dans La phénoménologie de l'esprit, affirme : « Le maintenant est justement ceci de n'être déjà plus quand il est ». Il lui semble que cet instant ne peut pas être vécu puisqu’il a déjà disparu au moment où l’on en prend conscience.
Une règle de vie qui refuserait d’envisager l’avenir ne condamnerait-elle pas le désir pour revenir à une existence animale qui ne chercherait qu'à satisfaire les besoins primaires ?
« Le présent au sens d’instant nous échappe, … nous ne saisissons que des intervalles de durée, … nous percevons la succession à la manière d'une mélodie, donc comme un tout, ce qui implique encore la pénétration du présent par le passé », Albert Burloud.